# Anilocra acuminata
Anilocra acuminata es una especie de crustáceo isópodo marino del género Anilocra, familia Cymothoidae.
Fue descrita científicamente por Haller en 1880.

## Distribución
Esta especie se encuentra en el océano Índico y la parte occidental del Indo-Pacífico.